# رفراف بابوا القزم
رفراف بابوا القزم (الاسم العلمي Ceyx solitarius)، طير من مخيط الماء وفصيلة رفرافيات. موطنه بابوا غينيا الجديدة وجزر آرو.